# Langkielgravertje
Het langkielgravertje (Dyschirius tristis) is een keversoort uit de familie van de loopkevers (Carabidae). De wetenschappelijke naam van de soort werd in 1827 gepubliceerd door James Francis Stephens. De soort wordt ook wel in het geslacht Dyschiriodes geplaatst.